# Prochloraze
Le prochloraze est une molécule utilisée comme fongicide, de la famille des imidazoles.

## Synthèse
Le prochloraze peut être obtenu en plusieurs étapes. Dans un premier temps, le 2,4,6-trichlorophénol est alkylé avec du 1,2-dibromoéthane dans une synthèse d'éther de Williamson. La réaction suivante avec la propylamine (CH3CH2CH2NH2) fournit une amine secondaire qui est amenée à réagir en plus avec du phosgène ((CH2)2C=O). Ce chlorure d'acide d'un acide carbamique est finalement mis à réagir avec l'imidazole et permet ainsi d'obtenir le prochloraze.

## Toxicologie
Le prochloraze présente une activité de perturbateur endocrinien. Il montre des effets anti-androgéniques, par liaison antagoniste au récepteur des androgènes, et anti-œstrogéniques, conduisant à une féminisation des rats mâles exposés in utero.